# 日本堂薬品 (愛知県)
日本堂薬品株式会社（にほんどうやくひん）は、愛知県岡崎市祐金町に本社を置く主に医薬品・医療機器の卸・小売を扱う企業である。現在は、東邦薬品の「株式会社葦の会」の一社「中北薬品」である。

## 概要
- 資本金 200万円
- 代表取締役社長 高橋沢
- 売上高　4000万円

## 沿革
- 戦前に朝鮮にて「日本堂」を創業
- 昭和24年1月　静岡県岡崎市井田町で資本金200万円で「日本堂薬品」を設立
- 昭和34年2月　静岡県岡崎市祐金町に本社移転
- 昭和36年11月　創業者の高橋清一が死亡
- 昭和37年2月　「中北薬品」と業務提携
- 昭和37年10月「中北薬品株式会社」と卸部門を合併し「岡崎営業所」として発足
- 昭和37年10月　小売専門となる

## 主な取引メーカー
- 武田薬品等